# Anne Essam
Anne Michelle Essam, née le 6 janvier 1985, est une handballeuse camerounaise. Elle mesure 1,77 m.
Elle évolue au poste d'arrière avec le club du FAP Yaoundé. Elle fait également partie de l'équipe du Cameroun, avec laquelle elle participe au championnat du monde 2017 en Allemagne,.

## Palmarès

### En équipe nationale
- 20e place au Championnat du monde 2017
- Médaille d'argent aux Jeux africains de 2019.
- Médaille d'argent au championnat d'Afrique 2021.
- Médaille d'argent au championnat d'Afrique 2022.